# Finlandia continental

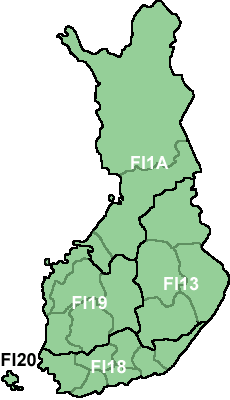
Estadística clara sobre el territorio mencionado

Finlandia Continental (Manner-Suomi en finlandés) es un término usado en estadística para referirse al territorio de Finlandia, excluyendo a la provincia de Åland así como a cualquier otro territorio insular de la nación. El término Finlandia Continental no debe ser confundido con Finlandia Genuina
El término se usa para diferenciar a Åland del resto de Finlandia, en cuestiones culturales, de lenguaje, historia y sentido de nacionalismo.
- Datos: Q1083368